# Werelden in Neopia
Deze pagina behandelt de verschillende themawerelden van de website Neopets, waar een speler zelf zijn eigen virtuele huisdier kan verzorgen.
Neopia is de planeet waarop de meeste Neopische werelden liggen, op twee na. Deze wereld kent geen duidelijke continenten, maar wel klimaatzones. Drie Neopische werelden bevinden zich op de verspreid over de maar liefst 45 eilanden in de Neopische zeeën. Eén wereld bevindt zich op het wolkendek boven Neopia en een andere onder het wateroppervlak. 
Ongeveer driekwart van Neopia wordt beslagen door zee. In een stripverhaal dat op Neopets werd gepubliceerd voor een plot (verhaallijn met raadsels waar een speler trofeeën mee kan winnen) refereert een piratenkapitein aan zichzelf als 'heerser van de vijf zeeën', hoewel er ogenschijnlijk maar één grote zee is.
Neopia kent veel onbekend terrein waar geen wereld is gelegen. Dit laat spelers van Neopets vrij om er uitgebreid over te fantaseren in verhalen voor de Neopian Times, de Neopische krant.

## Neopia Centraal
Pagina's: 4 |
Winkels: 28 |
Specifieke Neopets kleur: Geen |
Spelletjes: Geen |
Kans/geluk spelletjes: Geen
Bestaande uit vier pagina's is Neopia Centraal de grootste 'wereld' van Neopia. Het telt de Hoofdwinkels, Bazaar, Neopisch Plaza en de Markt. Op de eerste drie vindt een Neopetter vooral heel veel winkels voor de meest uiteenlopende dingen. Op de markt hebben zij zelf hun winkels.
Een aantal belangrijke locaties van Neopia bevindt zich in Neopia Centraal. Dit zijn onder andere:
- De Neopische Bank
- Veilinghuis
- Neohotel
- Regenboogpoel (hier kan een Neopetter zijn Neopet een kleurtje geven)
- Geldboom
- Kadoaterie
- Wensput
- Buitenaardse automaat
- Hoofdkwartier van de Verdedigers van Neopia
- Het welkomstcentrum
- Het Neopisch Asiel
- Soepkeuken
- Winkelwizard

### Kunstcentrum
Dit zijn grotten onder Neopia Centraal. Zij vormen een artistieke subwereld. Er zijn hier 2 winkels waar een Neopetter koffie of speciale munten kan kopen. Er bevindt zich een directe link naar de Neopian Times (de krant van Neopia, gevuld met artikelen geschreven door Neopetters), een gedichtenwedstrijd, een verhalenwedstrijd, een kunstgalerie gevuld met kunst gemaakt door gebruikers en een tekengids.

## Tyrannia
Pagina's: 2 |
Winkels: 4 |
Specifieke Neopets kleur: Tyrannisch |
Spelletjes: 5 |
Kans/geluk spelletjes: 5 
Deze wereld heeft een prehistorisch thema en bestaat uit twee pagina's: de Tyrannische Jungle en het Tyrannisch Plateau. In de jungle, die meer weg heeft van een open vlakte, kan een Neopetter verschillende spelletjes spelen, twee winkels bezoeken en kleurplaten downloaden. Ook kan de Neopetter een kijkje nemen in het dorp Tyrammet dat stamt uit een zeer oude plot van Neopets.
Men kan voor wat Neopunten een draai geven aan het Rad van Middelmatigheid om een prijs te winnen. Het gokspelletje Grarrl Kienen is een onaanklikbare link voor spelers onder de 13 jaar.
Het Tyrannisch Plateau is wat uitgebreider. Het bevat onder andere de Concertzaal, waar Neopetters concerten kunnen bekijken om daar een 'avatar' (plaatje voor op de Neoforums) mee te verdienen. Een concertkaartje kost uiteraard geld. Een Neopetter kan een concertkaartje kopen bij het Kaartjesloket. Prijzen verschillen tussen de 1000 en 2000 np. 
Andere opvallende zaken zijn de Gigantische Omelet, waar een Neopetter dagelijks een gratis omelet kan krijgen om zijn Neopets te voeren, het Gemeentehuis, dat ook onderdeel was van dezelfde plot als Tyrammet, en ten slotte het Hol van het Beest. Een Neopetter loopt hier met zijn Neopet verschillende grotten af om uiteindelijk terecht te komen bij een schreeuwend monster. Dit wezen valt de Neopet van de speler dan aan, wat zijn Neopet 'hitpunten' (gezondheidspunten) kost.

## Feeënland
Pagina's: 2 |
Winkels: 7 |
Specifieke Neopets kleur: Fee |
Spelletjes: 2 |
Kans/geluk spelletjes: 2
Feeënland is de thuisbasis van de Feeën, wezens die rijkelijk in Neopia voorkomen. Zij geven Faerie Quests of Feeënzoektochten aan spelers. Als die voor hen een bepaald item vinden, belonen zij de speler. Waar de fee naar vraagt of wat de beloning is hangt af van de soort Fee. Er zijn Feeën in alle soorten elementen, zoals Waterfeeën en Luchtfeeën.
Feeënland bestaat uit twee pagina's: de buitenkanten van het rijk en de Feeënstad.
Feeënland is bovendien ook huisvesting voor belangrijke elementen in het dagelijks Neopisch leven.Dit zijn bijvoorbeeld:
- De Geneeskrachtige Bronnen, waar een gebruiker zijn Neopet kan laten genezen of een genezend drankje kan kopen.
- Het Rad van Opwinding, waar een gebruiker tegen betaling kans maakt op een prijs.
- Het Poogle Racen, een kansspel gebaseerd op paardenrennen waarbij er in plaats van paarden poogles rennen (dit zijn een soort Neopets.).
- De Regenboog Fontein: een fontein die een Neopet elke gewenste kleur kan geven als de gebruiker een zoektocht van de Fontein Fee volbrengt. Zo'n zoektocht is heel zeldzaam en de items die de Fontein Fee vraagt zijn vaak duur en moeilijk te vinden.
- Jhudora's Klif: De plek waar de slechte fee Jhudora haar zoektochten aan gebruikers geeft.
- Feeën Kruiswoord Puzzel: een wekelijks kruiswoordraadsel. Als een gebruiker het goed oplost verdient hij Neopunten en een 'avatar'.
- Het Arbeidsbureau waar een gebruiker zijn Neopet een baan kan geven. Dit kan echter alleen via dure werkcoupons. Een Neopet die werkt heeft aanzien in Neopia.
- De Verborgen Toren: een 'onvindbare' toren voor diegenen die niet weten waar te zoeken. De 'link' bevindt zich namelijk in de lucht, de toren is dus letterlijk onzichtbaar. Feeënkoningin Fyora verkoopt hier verfkwasten en wapens voor in de Neopets Strijdarena.
- De weggeworpen magische blauwe Grundo knuffel van de welvaart: Een knuffel die je bijvoorbeeld Neopunten geeft of een level hoger voor je neopet, als je deze knuffel tenminste kan vinden! (kijk in een boom!)

### Het nieuwe Feeënland
Het nieuwe Feeënland is er gekomen door een plot, namelijk de Val van de Feeën.
Feeënland was een aantal maanden niet bereikbaar, dit moest worden opgelost.. Maar toch liep het niet allemaal zo fijn.
Vandaag de dag is Feeënland geen mooie wolk meer boven op de Neopische Zee, maar een klif naast het Spookbos. Alle functies zijn er gewoon nog.
Het herbouwen van sommige functies is nu aan de gang. Als je probeert sommige functies te doen of krijgen zal je een melding krijgen.

## Mysterie-eiland
Pagina's: 2 |
Winkels: 4 |
Specifieke Neopets kleur: Eiland |
Spelletjes: 2 |
Kans/geluk spelletjes: 1
Mysterie-eiland is de wereld met de nadruk op de tropen. Polynesische en Zuid-Amerikaanse invloeden speelden een rol bij het creëren van het eiland. Op het eiland zelf vinden we een aantal opvallende zaken, naast de Verloren Stad van Geraptiku, een subwereld die een verlaten voodoo-dorp voorstelt. We vinden op Mysterie-eiland:
- De eilandwaarzegger, een waarzegger die nutteloze voorspellingen doet. Een gebruiker kan hier geluk hebben en een avatar verdienen.
- Kookpot: Wie de juiste items in de kookpot van eilandfee Jhuidah gooit, krijgt een item dat een mix is van de ingevoegde items.
- Handelspost: De belangrijkste plek van het eiland. Gebruikers kunnen hier hun spullen ruilen.
- Techo Berg: Door het geven van een aantal magische codestenen, die gevonden kunnen worden in winkels en gewonnen kunnen worden bij kansspelen of gaan kopen bij de veilingen of de markt, zal de Vulkaan een rode codesteen 'uitspugen'. Deze kunnen spelers gebruiken in de Trainingsschool.
- Trainingsschool: Met deze codestenen kan een gebruiker zijn Neopet hier laten trainen.
- Het Strand: Een gebruiker die een Kacheek als Neopet heeft en hem meeneemt naar dit strand, zal een avatar krijgen.
- Tiki Tours: Voor een vergoeding laat Tiki Tours de speler Neopet het eiland zien. De gebruiker krijgt hierna een avatar.
- Haiku Generator: Elke dag heeft deze generator een nieuwe, Engelstalige haiku klaar.
- Keuken Zoektocht: De speler wordt hier als Neopetter gevraagd op zoek te gaan naar enkele items voor de kok die hier werkt. Als hij dit doet, krijgt hij een beloning van hem.
- Tombola: Hier kan een Neopetter elke dag gratis een kansje wagen om iets te winnen. De kostbaarste items die een Neopetter kan winnen zijn codestenen (2000-12.000 np) en feeën in een fles (tot 10.000 np).

### Geraptiku
Deze verlaten voodoostad vormt een subwereld binnen Mysterie-eiland. Er is een winkel zonder eigenaar (er staat alleen een potje met 'Laat geld achter in de pot AUB' erop) en een belangrijk, gratis gokspel: de Verlaten Tombe. Elke dag kan een Neopetter de Verlaten Tombe betreden, in de hoop de verloren schat te vinden. Meestal vindt een Neopetter niets, trapt in een val waardoor zijn Neopet HP verliest of krijgt nutteloze items. Er is ook een soort huisje, waar de speler kleurplaten kan vinden.

## Spookbos
Pagina's: 4 |
Winkels: 9 |
Specifieke Neopets kleur: Halloween, Spook |
Spelletjes: 41 |
Kans/geluk spelletjes: 6
Het Spookbos heeft het 'Halloween'-thema. Het bestaat uit het Spookbos zelf, de Verlaten Kermis en de Spookmarkt, waar Neopetters hun eigen winkels hebben. Het Spookbos kent een aantal opmerkelijke plaatsen.
- Het Spookhuis
- Edna's toren, waar de gebruiker een zoektocht naar een item moet voltooien voor de heks Edna in ruil voor een beloning of avatar.
- Het Spel Kerkhof, mede verantwoordelijk voor het hoge aantal games in het Spookbos. De 37 games die hier staan zijn verouderd en vervangen door een modernere versie. Een Neopetter kan ze nog steeds spelen, maar kan er geen Neopunten mee verkrijgen.
- De Esophagor, een hongerige berg waarvoor gebruikers een zoektocht moeten volbrengen. Als ze dit doen krijgen ze een antwoord op een vraag die gesteld wordt door de Breinboom.
- De Breinboom geeft namelijk zoektochten met een vraag naar iets. Het antwoord hiervan is dus te verkrijgen door een zoektocht voor de Esophagor te volbrengen. Zijn beloning is een item.

### De Verlaten Kermis
Een veel bekritiseerd deel van de website is de Verlaten Kermis, vanwege de vele gokspelletjes die het bevat. Bij de meeste gokspelletjes wordt de gebruiker opgelicht: er moet een speciale handeling worden verricht om toch bij deze spelletjes te kunnen winnen, die ook Neopunten kosten.
De enige 'eerlijke' zaken zijn de Kraskaartenwinkel en de andere twee winkels.
Het Rad van Ongeluk is een rad waar een speler dagelijks een kansje kan wagen. Dit wordt veelal afgeraden, omdat een speler hier vaak kans maakt een item/Neopunten te verliezen of zijn pet een ziekte te laten oplopen.

### Neovia
Als een speler via het Zigeuner Kamp op de hoofdpagina van het Spookbos doorklikt komt hij uiteindelijk terecht bij het 19de-eeuwse dorpje Neovia. Dit dorpje speelde een belangrijke rol in de Spookbos Plot op de site, die in 2006 speelde. Er zijn vier winkels te vinden in het dorpje. De deprimerende sfeer lijkt geïnspireerd van het dorp Sleepy Hollow in de gelijknamige film.

## Krawk-eiland
Pagina's: 1 |
Winkels: 0 |
Specifieke Neopets kleur: Piraat |
Spelletjes: 3 |
Kans/geluk spelletjes: 4
Een zeer kleinschalig opgezette wereld, Krawk-eiland neemt het piratenthema voor zich. Op het eiland zijn slechts een paar klikbare locaties. Slechts een daarvan is echt van belang.
Op Krawk-eiland betaalt men met Dubloenen, een eigen valuta. Dubloenen moeten, als een gebruiker ze wil uitgeven, worden gekocht. Een Dubloen kost tussen de 5000 en 10.000 np.
De gokspellen op Krawk-eiland betalen uit in Dubloenen en niet in Neopunten.
- Dubloen-O-Matiek: Hier kan men dubloenen wisselen, bijvoorbeeld twee dubloenen van waarde 1 dubloen omwisselen voor 1 dubloen van waarde 2 dubloenen.
- Smokkelaars Baai: Soms bieden Neopische smokkelaars hier smokkelwaar aan, maar dat gebeurt haast nooit.
- Krawk Cup: Ooit was deze link voor het Dekbal kampioenschap, jaren geleden.
- Begraven Schat: Hier kan een gebruiker een stukje schatkaart aanklikken, waar een schat kan liggen.
- De Academie: Als een gebruiker de trainers uitbetaald in dubloenen, worden de talenten van zijn Neopet verhoogd.
- De Gouden Dubloen: Een spel waarbij de speler eerst dubloenen moet bezitten om door te gaan.

De Schimmelgrotten zijn een geval apart. Wanneer een gebruiker een Krawk als Neopet wil (zie hiervoor ook 'Lijst van Neopets') moet hij een Krawk-petpet kopen. Deze zijn heel duur. Als de gebruiker met de Krawk-petpet de Schimmelgrotten betreedt, verandert deze in een volwassen Krawk.

## De Verloren Woestijn
Pagina's: 3 |
Winkels: 10 |
Specifieke Neopets kleur: Woestijn |
Spelletjes: 3 |
Kans/geluk spelletjes: 6
De Verloren Woestijn neemt het thema Oude Egypte voor zijn rekening. Een overzichtskaart en twee steden zijn tegenwoordig het zicht op de Verloren Woestijn. Een tijdje geleden werd de Verloren Woestijn tijdens een Neopets-plot 'ontdekt'. Het is dus een van de jongere werelden. 
De overzichtskaart biedt de Neopets-speler vier spelletjes waarvan een kansspel plus Coltzans Zuil.
Neopets beweert dat Coltzans Zuil de ziel van de oude koning Coltzan van Sakhmet huisvest. Coltzan was, zoals een Neopets-plot ons vertelt, een legendarische koning met bijzondere krachten. Een Neopets-gebruiker kan de Zuil naderen en er zijn dan tal van mogelijkheden. De Zuil kan voedsel of een wapen aan de gebruiker schenken, maar ook de Neopet van de gebruiker een hoger level geven.
De stad Sakhmet bevat meerdere gokspelletjes en winkels, maar ook de Spelkast. Bij de Spelkast kan een gebruiker dagelijks gratis een poging wagen een prijs te winnen. Meer dan vaak draait dit op niets uit, maar áls de Spelkast een prijs geeft is het een van grote waarde.
Ten slotte herbergt Qasala vier winkeltjes.

## Maraqua
Pagina's: 2 |
Winkels: 3 |
Specifieke Neopets kleur: Maraquaans |
Spelletjes: 0 |
Kans/geluk spelletjes: 1
Maraqua is een stad gelegen onder het water. In de Neopets-Plot die zich hier afspeelde was Maraqua opgezet als een grote stad met prachtige architectuur, maar wie tegenwoordig Maraqua bezoekt zal teleurgesteld zijn.
Vroeger zag Maraqua er anders uit dan nu. Toen Neopets het tijd vond voor een opschoning van Maraqua's ouderwetse uiterlijk deden ze dit met behulp van een plot. Volgens de plot vernietigde een piratenvloek het oude Maraqua. Het oude Maraqua, dat nu onder rotsen en stenen is bedolven, is nog steeds te bezoeken. Maar als een gebruiker bij het oude Maraqua op een willekeurige plaats op het scherm klikt, verschijnt een monsterslak (op Neopets bekend als het Slug Monster) die 'Ga weg!' schreeuwt.
In het nieuwe Maraqua is vrij weinig te beleven voor een Neopetter. Het enige interessante is het restaurant Kelp, dat bekendstaat als een gourmandrestaurant. Neopetters kunnen hun Neopets hier een exquise maaltijd geven, waarvan de kosten zeer hoog oplopen. Dit doen zij vaak toch omdat zij dan kans maken op een 'avatar'. Zeer frustrerend is het voor Neopetters als zij deze avatar vervolgens niet krijgen, na veel Neopunten te hebben uitgegeven.
In het oude Maraqua is een plek waar een gebruiker zijn Neopet kan laten vissen. De vreemdste vissen worden daar boven gehaald, zoals een eetbare Broodvis. Per vangst gaat het 'vis level' van een Neopet omhoog. Een Neopet met een hoog vis level haalt kostbaardere dingen binnen. 
Bijvoorbeeld, een Neopet met vis level 80 kan een 'Colour Flush' binnenhalen, die zo'n 800.000 np oplevert.

## Gruwelberg
Pagina's: 3 |
Winkels: 9 |
Specifieke Neopets kleur: Sneeuw, Kerst |
Spelletjes: 12 |
Kans/geluk spelletjes: 5
De Gruwelberg heeft een alpien thema in combinatie met het Kerstmis-thema. Het bestaat uit drie werelden: de Geluksvallei onderin, de IJsgrotten daartussenin en de Gruwelberg helemaal boven.
Er zijn verschillende activiteiten en enkele opvallende zaken.

### Geluksvallei
De Geluksvallei bevat de volgende locaties:
- Adventskalender: In de maand december kan iedere Neopets gebruiker hier gratis cadeautjes en Neopunten op te halen.
- Cadeau Labels: Hier kunnen gebruikers vrolijke kerstcadeaulabels downloaden.
- IJsco Kar: Als een gebruiker een zoektocht van de Sneeuwfee heeft volbracht krijgt hij soms een coupon waarmee hij hier een ijsje kan kopen.
- Kraskaarten: Hier kan een Neopet zijn Kraskaarten krassen.
- Vrolijke Mode: Hier kan een gebruiker zien hoe zijn/haar Neopet eruitziet in Kerstmode.
- Winterse Petpets: Hier kan een gebruiker Sneeuw-Petpets kopen.
- Slushie Winkel: De naam zegt het al: hier kunnen spelers Slushies kopen.
- Sneeuwballengevecht: Gooi sneeuwballen op jouw tegenstanders!
- Ringrenner: Ren rondjes om de muzieknoten te pakken, maar.. als je er niet genoeg pakt ben je GAME OVER!
- IJsmachine: Ontwijk het IJs dat op je af komt, anders zal je een leven verliezen.

### IJsgrotten
De IJsgrotten bevinden zich in de Gruwelberg, tussen de top en de Geluksvallei in. Hier kan een gebruiker de volgende dingen doen.
- De Neggerij: Een gebruiker kan hier zijn 'neggs' (een soort vruchtjes, te koop bij Neopische winkels) omwisselen voor fiches waarvan hij neggs met magische krachten kan kopen om te gebruiken in de Neopets Strijdarena. Dit gebeurt onder leiding van de zogenaamde Neggfee.
- Kleurplaten: Hier kan een speler kleurplaten halen.
- De Snowager: een grote IJsworm die dubbelaccounts bevriest, daarbij zal je als hij slaapt kunnen stelen uit zijn voorraad meubels.
- Snuffly op IJs: Ga met een Snuffly een avontuur aan, zorg dat je alle levens houdt, daar zal je ook voor worden beloond.
- Sneeuwvreter: Ga met een IJsbeertje alle blokken eten, daar kan je healflesjes vinden en diamanten (deze zijn punten waard!) als je een level hebt gehaald ga je weer naar een moeilijker level.
- Hannah en de IJsgrotten: Sluip door het IJs heen en voltooi het level.
- IJs Arena: Hier kan een speler naar de strijdarena gaan.
- IJskristal Winkel: Hier kan een gebruiker sneeuwwapens kopen.

- De Snowager woont hier ook. Hij is een grote ijsworm die op vaste tijden slaapt. Als de Snowager slaapt maken Neopiërs daar massaal gebruik van door dingen van zijn stapel te pikken. Soms zijn dat waardevolle dingen, vaak is het waardeloze troep. Als de Snowager wakker wordt terwijl een gebruiker bezig is iets te pakken, valt hij zijn Neopet aan die daardoor HP verliest.

### Top van de Gruwelberg
Op de Top van de Gruwelberg zijn wel wat dingen te doen.
- Speeltjes Reparaties: Een Neopiër kan hier kapotgemaakte items laten repareren, want een Neopet kan speelgoed ook kapotmaken. Een 'zak met kapotte Neopunten' kan ook door hem gerepareerd worden. Soms levert dat Neopunten op voor de gebruiker, soms niet.
- Iglo Uitverkoop: Hier kunnen gebruikers voor weinig geld normaal veel duurdere dingen kopen. Verschil met een normale Neopische winkel is ook dat een gebruiker het item direct koopt en niet eerst met de winkeleigenaar onderhandelt over de prijs.
- Mysterie Winkel: Hier kan een Neopiër een geheim iets kopen. Soms zijn dat Neopunten, soms is het niets of iets waardeloos.
- De Sneeuwfee: Hier kan een Neopet een zoektocht volbrengen voor Taelia de Sneeuwfee. Daar krijgt hij/zij ook een beloning voor.
- Supervrolijke IJspret Sneeuwwinkel: Hier kan een gebruiker sneeuwhapjes kopen.
- Vloek van het Sneeuwbeest: Voer het sneeuwbeest Petpets anders zal hij achter je aan komen.
- DAR-BLAT!!!: Schiet op de Darblat wanneer ze voorbij komen.
- De Gruwelberg gruwel: Glijd met Bruces over het ijs!
- Iglo Uitverkoop Game: Hier kunnen de gebruikers die fan zijn van Iglo uitverkoop dit spel spelen, Je moet de spullen die naar beneden zijn gevallen.
- Sneeuwslag 2 : Bescherm in het spel jouw Sneeuwpop tegen alle sneeuwballen die worden afgevuurd.
- Sneeuwroller: Rol de berg af, en zorg dat jouw Sneeuwbal steeds groter wordt.

### Het Sterrenlicht Winterfeest 2010
Op de top van de berg ziet men nog een trap naar boven gaan (Winter 2010). Dan kwam men bij het Sterrenlicht Winterfeest.
Elementen uit andere locaties keren hier terug.
- Winter Games: games die met de winter te maken hebben, deze vindt men bijna allemaal op de Gruwelberg zelf.
- Advents Kalender
- Kerstkousen Extravaganza: Koop met NC een sok of meerdere, en ontvang elke dag een leuke NC prijs.
- Sleutelzoektocht: Men werd hier doorgelinkt naar de Gruwelberg-stijl van 2010. Men speelde dan voor winterse prijzen.
- Cadeau labels: om uit te printen en op te sturen naar je vrienden.
- Kerstgroeten: iemand een Kerstgroet sturen via een e-mail

## Altador
Pagina's: 1 |
Winkels: 3 |
Specifieke Neopets kleur: Legendarisch |
Spelletjes: 3 |
Kans/geluk spelletjes: 0 |
Altador is een legendarisch land met vier winkels: Magische Wonderen, Wonderlijke Wapens, Legendarische Petpets en Voortreffelijk Godenspijs. Vroeger kon een speler nog via Feeënstad naar Altador, maar nu kan dit niet meer.
- Altadorische Archieven: Hier kan de speler in een club komen, die blijkbaar lastig binnen te komen is. De clubs zijn: de Kruidenstudie Club, de Mijnbouw Club, de Technologie Club, de Scheikunde Club en de Onderwater Mandvlecht Club. De speler kan ook een Bibliotheek bezoeken die vaak gesloten is, en ook een Kantoor.
- Magische Wonderen: Hier kan een speler magie kopen.
- Legendarische Petpets: Hier kan een speler Petpets kopen.
- Wonderlijke Wapens: Hier kan een speler wapens kopen.
- Voortreffelijk Godenspijs: Hier kan een speler voedsel kopen
- Hal der Helden: Hier vindt een speler 12 beelden van helden.

Via de hal der helden kan een speler met een plot uit 2009 naar een kamer gaan waar hij sterrenbeelden moet vinden voor de plot. Met de plot kan hij erachter komen wat de geschiedenis van Altador inhoudt, en waarom niemand is die zich de geschiedenis nog herinnert.

## Shenkuu
Pagina's: 1 |
Winkels: 4 |
Specifieke Neopets kleur: Chinees |
Spelletjes: 1 |
Kans/geluk spelletjes: 0 |
Shenkuu is eigenlijk een soort China, maar dit land zit in de bergen. De speler vindt er vier winkels en een Maantempel.
- Opmerkelijke Herstellers: Hier kan een speler Medicijnen voor een zieke Neopet kopen.
- Culinary Concoctions: Dit is een Engelse pagina, maar het is een kookpot waar een speler de juiste items in moet doen. Netzoals de Kookpot in Mysterie-eiland.
- Fantastische Fauna: Hier kan een speler Chinese Petpets kopen.
- Exotisch Voedsel: Hier kan een speler Voedsel kopen.
- Wonderlijk Arsenaal: Hier kan een speler vecht-items kopen.
- Maantempel: Hier kan een speler zijn talent testen om te kijken hoe de maan eruitziet, van Neopia Gekeken. Je ziet als Neopet een oude Gnorbu. Een speler kan maar één keer per dag een uitdaging aannemen.

## Meridell
Pagina's: 4 |
Winkels: 2 |
Specifieke Neopets kleur: Koninklijk en Darigan |
Spelletjes: 14 |
Kans/geluk spelletjes: 4 |
Meridell is in het middeleeuwsachtige type gemaakt. De speler vindt er de Meri Acres Boerderij, het Darigan Bolwerk en Kasteel Meridell. Hier is ook Illusens Open Plek.
- Den Oudsher Petpets: Hier kan een speler Koninklijke Petpets kopen.
- Vorm Verandering: Dit is een spel waarmee een speler moet proberen het 3 x 3 vak helemaal in het doel te veranderingen. Het doel is vaak het zwaard.
- Kus de Mortog: Kus de Mortog voor neopunten, maar als deze kikker ontploft dan verlies je de neopunten.
- Turdle racen: Het is gewoon een race waarbij je moet gokken welke Turdle er gaat winnen.
- Ronde Tafel Poker: Gewoon zoals we normaal pokeren, maar dan in Neostyle.
- Ultiem Prijsschieten: Het is de bedoeling dat je gaat schieten op een bord, als je dit lukt zal je punten krijgen, hoe meer punten hoe meer Neopunten.
- Kaasroller: Koop een kaas, rol hem van de berg af. Als je wint zal je de kaas mogen houden.
- Merivoedsel: Deze winkeleigenaar verkoopt snacks rechtstreeks uit het Oude Meridell.
- Turmaculus: Dit is dé Koning van de Petpets, maar wel heel slaperig. Hier kan een speler met zijn eigen Petpet proberen om hem wakker te maken.
- Open Plek van Illusen: Hier kan een speler een zoektocht voor Illusen doen. Als hij het haalt, krijgt hij een item.

### Meri Acres Boerderij
Dit is de boerderij van Meridell.
- Pluk je fruit: Hier kan men voor 400 neopunten je fruit proberen te plukken, maar natuurlijk kan je ook mest of laarzen tegenkomen, als je zonder mest de boerderij verlaat (na je mandje vol is) zal je een avatar krijgen voor op de Neoforums.
- Slorg Aanval: In Slorg Aanval speel je een vindingrijke Yurble boer die heeft besloten om het recht in eigen handen te nemen. Je hebt de laatste paar weken besteed aan het maken van je Slorgeriser X4, een machine die ballen met Slorg-Wees-Weg uitspuugt.
- Aardappelteller: Help mee deze Kacheek om de aardappelen te tellen, als je het goed heeft zal je worden beloond met neopunten.
- Extreme Aardappelteller: Het gaat hier allemaal veel sneller dan de gewone, het komt op hetzelfde neer.
- Raad het gewicht: Raad het gewicht van de Courgette, als je dit goed doet dan word je beloond met een zeldzaam item.
- Vuilnisbelt: Weggegooide spullen zullen hier belanden, als je iets ziet, dan heb je wel erg geluk.

### Kasteel Meridell
Kasteel Meridell de woonplek van de machtigste koning en ook enige koning van Meridell.
- Kayla's Toverdrankwinkel: Hier zijn drankjes te koop van Kayla, voor de langere spelers onder ons komt ze wel bekend voor.
- Dubbel of niets: Durf jij het op te nemen, het is eigenlijk gewoon kop of munt.
- Koekjesbrigade: Een spel waarmee er wordt gespeeld met een soort oorlog met aanvallen.
- Vluchten uit Kasteel Meridell: Een draik is gevangengenomen in het Kasteel van Meridell! Help deze draik mee om te ontsnappen

### Darigan Bolwerk
Hier is wat meer te beleven.
- Aanhangers van Darigan: Hier kan een speler zien hoe zijn Neopets eruitzien als hij ze beschildert met een Darigan Verfkwast.
- Darigan Kleurplaten: Hier kan een speler kleurplaten afdrukken om lekker te kleuren.
- Heer Darigans Kamers: Dit zijn de kamers van de (eens kwaadaardige) Heer Darigan.
- Darigan Speelgoed: Hier kan een speler Speelgoed kopen om zijn Neopet op te vrolijken.
- Petpet Arena: Vecht met je petpet en als je wint kan je level van je Petpet stijgen.
- Celbok: Dit spel werkt hetzelfde als 5 op een rij.

## Brightvale
Pagina's: 1 |
Winkels: 6 |
Specifieke Neopets kleur: Koninklijk|
Spelletjes: 2 |
Kans/geluk spelletjes: 2 |
50 kilometer ten westen van Meridell ligt Brightvale. Dit is ook in het middeleeuwsachtige type gemaakt, maar dan wel chiquer.
- Brightvale Wapens: Hier kan een speler wapens kopen.
- Vruchten van Brightvale: Hier kan een speler vruchten kopen.
- Brightvale Ruiten: Hier kan een speler ramen kopen.
- Brightvale Boeken: Hier kan een speler boeken kopen.
- Boekrollen: Hier kan een speler Boekrollen kopen.
- Brightvale Moterie: Hier kan een speler Mootjes kopen.
- Kleurplaten: Hier kan een speler Kleurplaten afdrukken.
- Koninklijke Toverdranken: Hier kan een speler Toverdranken kopen.
- Rad van Wijsheid: Hier kan een speler zijn geluk beproeven op het rad.
- Brightvale Kasteel: Dit is een Engelse pagina. Hij heeft meer informatie en wijsheid nodig. De speler moet een zin maken van zeven stukjes, om hem informatie te geven.

## Roo-eiland
Pagina's: 1 |
Winkels: 1 |
Specifieke Neopets kleur: Blumaroo |
Spelletjes: 2 |
Kans/geluk spelletjes: 2 |
Roo-eiland is hét eiland voor Blumaroo's.
- Roo-eiland Onroerend Goed: Hier kan een speler een Klassiek Neohuis maken.
- Kleurplaten: Hier kan een speler Roo-eilandkleurplaten afdrukken.
- Draaimolen: Hier kan een speler zijn Neopet vrolijker maken. Hij is 24 uur per dag open.
- Dodelijke Dobbelstenen: Hier kan een speler bij graaf Von Roo dobbelen: Wie het hoogste gooit, wint.
- Souvenir: Hier kan een speler een Souvenir halen.
- Dice a Roo: Dit is een spelletje, waarmee een speler misschien de jackpot wint, of juist bijna niets. Het kost 5 Neopunten per spelletje.

## Kiko-meer
Pagina's: 1 |
Winkels: 2 |
Specifieke Neopets kleur: Kiko |
Spelletjes: 0 |
Kans/geluk spelletjes: 0 |
Kiko-meer is het leukste eiland voor een Kiko. Een speler kan Neohuis hier neerzetten.
- Kiko-meer Timmerwerk: Hier kan een speler meubels kopen.
- Kiko-meer Traktaties: Hier kan een speler voedsel kopen.
- Kleurplaten: Hier kan een speler Kiko Kleurplaten afdrukken.
- Glasbodemboot Tours: Hier kan een speler een toertje maken over het meer.

## Kreludor
Pagina's: 1 |
Winkels: 3 |
Specifieke Neopets kleur: Oranje |
Spelletjes: 0 |
Kans/geluk spelletjes: 0 |
Kreludor is de maan van Neopia.
- Kreludische Mijnbouw: Hier moet een speler een Bevoegdheidscode intypen en mag hij naar binnen in de Kreludische Mijnbouw.
- NeoCola-machine: Als een speler een NeoCola-munt heeft, kan hij hem hier inleveren voor NeoCola.
- Boektastische boeken: Hier kan een speler Boeken kopen.
- Kreludische Huizen: Hier kan een speler meubels kopen.
- Café Kreludor: Hier kan een speler voedsel kopen.
- Kleurplaten: Hier kunnen Kleurplaten worden gehaald.

## Virtupets Ruimtestation
Pagina's: 3 |
Winkels: 4 |
Specifieke Neopets kleur: Geen |
Spelletjes: 7 |
Kans/geluk spelletjes: 1 |
Het Ruimtestation voor de reis naar een nieuwe wereld.

### Voorraaddek
Hier vindt een speler het meeste om te doen.
- Ruimte Petpets: Hier kan een speler Petpets kopen.
- Hendel der Verdoemenis: Als een speler aan deze hendel trekt, gebeurt er iets. Het kan Neopunten stelen, maar misschien ook geven.
- Adopteer een Grundo: Hier kan een speler Grundo's adopteren. Het is gratis.
- Ruimtepantser: Hier kan een speler verdedigingsitems kopen.
- Ruimtewapens: Hier kan een speler aanvalsitems kopen.
- Grundo-magazijn: Hier kan een speler zijn Virtuele Prijscode invoeren, voor een virtueel item.

### Recreatiedek
Naast het Voorraaddek heb je ook nog het Recreatiedek, waar de speler bijvoorbeeld spelletjes kan spelen!
- Gormbal: Hier kan je met een aantal mensen (computers) waterballen overgooien, dit komt dus neer op een Watergevecht.
- Plet-een-Sloth: Het is de bedoeling dat je in het spel met een krant de Sloth raakt, als het je lukt zal je worden beloond met een aantal Neopunten.
- Ruimtestrijdarena: Iedereen kent de Strijdarena, maar ook hiervan is een speciale uitgave, er is niet veel anders dan de andere.
- Grundo's Cafe: Haal je ruimtastische voedsel hier, een pittige appeltaart en nog veel meer, hiervoor heb je Neopunten nodig.
- Kwaardaardige Fuzzles van voorbij de sterren: Een spel dat eigenlijk lijkt op het bekende spel bubbles, ze draaien alleen een beetje door.

### Hangar
In dit gedeelte van het station valt niet zoveel te doen, het zijn drie verschillende spellen.
- De tweede terugkeer van Dr. Sloth: Onze Sloth is natuurlijk wel een schurk, maar in dit spel gaat het nog veel verder.
- Oneindige strijd: Het schip van Dr. Sloth proberen te verslaan, of het je lukt? Probeer het eens.
- Typterreur: Kan jij snel genoeg typen voor dit spel, er komen robots op je af met een woord typ deze op tijd en er zal niks gebeuren, indien te laat zal je scherm kapotgaan.